# Jan Niedziołek
Jan Stanisław Niedziołek (ur. 16 grudnia 1894 roku w Lipniku, zm. 2 stycznia 1971 w Leamington Spa) – porucznik żandarmerii Wojska Polskiego, kawaler Orderu Virtuti Militari.

## Życiorys
Jan Stanisław Niedziołek urodził się 16 grudnia 1894 roku w Lipniku jako syn Franciszka i Marii z d. Janic. W roku 1910 wstąpił do Polskiego Towarzystwa Gimnastycznego „Sokół”. 30 września 1914 roku w szeregach 2 pułku piechoty Legionów Polskich wyruszył na front. 21 grudnia 1914 roku został ranny. Po wyleczeniu został przydzielony do 3 pułku piechoty Legionów Polskich. Po bitwie pod Rarańczą (15–16 lutego 1918 roku) pełni służbę w 16 pułku Strzelców Polskich. 11 maja 1918 roku w bitwie pod Kaniowem dostał się do niewoli niemieckiej. Przebywał w obozie jeńców w Parchim, w Meklemburgii. 
17 lutego 1919 roku powrócił do kraju i zameldował się w Komendzie Miasta Warszawy, gdzie otrzymał przydział do żandarmerii. Służąc w żandarmerii awansował na chorążego. 15 lipca 1927 roku Prezydent RP mianował go podporucznikiem ze starszeństwem z dniem 1 lipca 1927 roku i 2. lokatą w korpusie oficerów żandarmerii, a Minister Spraw Wojskowych wcielił do kadry oficerów żandarmerii z równoczesnym przydziałem do Dywizjonu Szkolnego Żandarmerii w Grudziądzu. 15 sierpnia 1929 roku został awansowany na porucznika ze starszeństwem z dniem 1 lipca 1929 roku i 2. lokatą w korpusie oficerów żandarmerii. Od stycznia 1930 roku, po przeformowaniu Dyonu Szkolnego Żandarmerii w Centrum Wyszkolenia Żandarmerii, pełnił w nim służbę na stanowisku instruktora 4 kompanii szkolnej. 28 stycznia 1931 roku został przeniesiony do 5 dywizjonu żandarmerii w Krakowie.

## Ordery i odznaczenia
- Krzyż Srebrny Orderu Wojskowego Virtuti Militari nr 7413 – 17 maja 1922[11][2][12]
- Krzyż Niepodległości – 1931
- Krzyż Walecznych dwukrotnie[3]
- Medal Międzysojuszniczy „Médaille Interalliée”[3]